# Асриев, Николай Александрович
Никола́й Алекса́ндрович Асри́ев (1920—2001) — советский военный деятель в области артиллерии и противовоздушной обороны страны, генерал-лейтенант, доктор военных наук, профессор, армянин.

## Биография
Родился 24 апреля 1920 году в городе Чарджуй Бухарского эмирата (ныне — город Туркменабад Лебапского велаята Туркмении).
С 1937 года — в Красной армии. В 1939 году окончил Смоленское артиллерийское училище. С 1939 года командир взвода, батареи, преподаватель Смоленского артиллерийского училища.
Во время Великой Отечественной войны с января 1942 года — в действующей армии: на штабных и командных должностях — в артиллерии 165-й и 382-й стрелковых дивизиях. В 1942 году вступил в ВКП(б).
В сентябре 1943 года — июле 1944 года начальник оперативного отделения штаба артиллерии 4-й Армии и начальник штаба артиллерии 111-го стрелкового корпуса Волховского фронт, с июля 1944 года — исполняющий должность начальника штаба артиллерии 54-й Армии 3-го Прибалтийского фронта.
В 1945—1950 годах — в Главном Управлении Генштаба. В 1953—1954 годах — офицер отдела Главного артиллерийского управления. С 1954 года — в Войсках ПВО — начальник разведки, начальник одного из отделов, начальник штаба Армии ПВО, с 1965 года — командир корпуса ПВО, с 1968 года — начальник штаба Московского округа ПВО.
В 1953 году окончил Военную академию имени М. В. Фрунзе. В 1961 году окончил Военную академию Генштаба.
С декабря 1971 года — начальник кафедры Военной академии Генштаба. Автор более 100 научных работ по военному искусству. Внёс вклад в разработку решения проблем управления войсками, силами и средствами ПВО в современных операциях, а также в создании методик расчёта боевых возможностей сил и средств ПВО и её эффективности.

## Награды
- два ордена Красного Знамени
- два ордена Отечественной войны 1-й степени
- орден Красной Звезды
- орден Трудового Красного Знамени
- орден «За службу Родине в Вооружённых Силах СССР» 3-й степени
- медали СССР и Российской Федерации